# Гарпократион из Аргоса
Гарпократион Аргосский (др.-греч. ‛Aρποκρατίων; II век н. э) — древнегреческий философ-платоник.

## Биография
О происхождении Гарпократиона известно только то, что он родом из Аргоса. Был учеником среднего платоника Аттика. Согласно «Суде», он был доверенным лицом (симбиотом) императора; имеется ли в виду Марк Аврелий, сомнительно. Его ранее рассматривавшаяся идентификация с грамматистом и учителем императора Луция Вера отвергается недавними исследованиями, поскольку она хронологически непоследовательна. С другой стороны, возможно, что его отождествляют с ритором и философом Гарпократионом, воспетым в афинской эпитафии III века.

## Наследие
Сохранились лишь немногочисленные фрагменты произведений Гарпократиона. Ему в «Суде» приписывают два сочинения: комментарий к произведениям Платона (Hypómnēma eis Plátōna) в 24 книгах и словарь Платона (Léxeis Plátōnos «Словарь Платона») в двух книгах. Фрагменты взяты из комментария Платона. Диалоги, представленные в этом обширном труде, включали «Алкивиада», «Федона», «Федра», «Государство» и «Тимея».
Несмотря на то, что Гарпократион был учеником Аттика, его философские взгляды имеют некоторое сходство со взглядами среднего платоника Нумения. Подобно Нумению, он предполагает трех богов или три аспекта божества, а именно верховного, неактивного бога и бога-создателя (демиурга), которого он считает двойственным или разделенным на два аспекта. С другой стороны, в спорном вопросе о творении он, как и Аттик, придерживается точки зрения, отвергнутой Нумением, что сотворение мира, описанное в «Тимее», следует понимать как реальный процесс во времени, то есть не чисто метафорически. Подобно Аттику, он считает мир сотворенным потенциально тленным, но нетленным по воле Творца. Подобно Нумению и Кронию, он любое воплощение души считает злом, ибо в теле видит источник зла в душе. Он приписывает бессмертие не только душам человека, но и душам животных.